# RFC Gouda
De Goudse Rugbyclub, oftewel RFC Gouda, is een Nederlandse rugbyvereniging.
De vereniging werd opgericht op 6 juni 1980 en speelde de eerste jaren op voetbalvelden. In 1988 kreeg de club de beschikking over  een eigen complex in de wijk Goverwelle aan De Uiterwaarden te Gouda. Vanaf dat moment groeide de jeugdafdeling gestaag en sinds 2010 zijn er volwaardige jeugdteams in alle leeftijdscategorieën. Het clubkostuum is een groen-blauw shirt met een blauwe broek.